# 新四军
国民革命军陆军新编第四军，簡称新四軍，是第二次国共合作期间由第五次反围剿失败后留在南方八省进行游击战争的中国工农红军和游击队根据国共两党谈判达成的协议于1937年10月改编而成的军队。新四军是主要由项英创建的，由中共中央革命軍事委員會领导，下轄四個支隊，編入第三戰區戰鬥序列，但實質不受國民政府軍事委員會指挥。
1945年抗日战争结束后，新四军番号继续沿用到1947年1月才撤销，原新四军部队主力除第3师（黄克诚部）开赴东北加入东北野战军，第5师（李先念部）改编为中原军区外，其余主力改编为华东野战军，1949年1月改称第三野战军。

## 军史

### 建軍过程
1931年中国共产党在江西成立中华苏维埃共和国，取得了四次反围剿战争的胜利。1933年蒋介石调集百万国军针对红军各个根据地发动了第五次剿共战争。此战旷日持久，红军战况不利，损失惨重，各部主力被迫于1934至1935年间陆续放弃所在根据地，实行战略转移，但同时也都留下少量部队作为牵制力量，在原根据地地区与国军继续进行游击战。
1936年底，西安事变之后，中国共产党和以中国国民党为主的国民政府达成和解，决定建立抗日民族统一战线。1937年7月，抗日战争全面爆发。根据国共两党谈判达成的协议，江西、福建、广东、湖南、湖北、河南、浙江、安徽等八省的红军和游击队整编为国民革命军陆军新编第四军，或称国民革命军新编第四军，简称新四军。之所以葉挺選擇新四軍這一番號，是由於他以前和國民革命軍第四軍的淵源。他視第四軍為「老」，中共的新四軍為「新」，意思是繼承「鐵軍」的精神。
1937年10月12日，国民政府军事委员会正式宣布，南方8省13个地区的红军和游击队，改编为国民革命军陆军新编第四军，任命叶挺为军长，项英为副军长兼政委，张云逸为参谋长，袁国平为政治部主任，周子昆为副参谋长，邓子恢为副主任。中国共产党为加强对新四军的领导，成立中央军委新四军分会，以项英为书记，陈毅为副书记。1937年12月25日，新四军军部在汉口成立。

### 国共摩擦
随着1937年南京失守，1938年武汉失守，1939年南昌失守，国军主力在日军进攻下已节节西退，到1940年江苏已成敌后有所时日。未退国军除去随汪精衛政權投靠日军而成的伪军，敌后只余部分国军半隐藏游击。1940年10月4日國民政府江蘇省省長韓德勤公然破坏抗日民族统一战线，所率國民革命軍第89军对新四军发起由韩集结1.5万人进攻，陈毅粟裕组织4千余人防守的黄桥战役，造成國民革命軍萬餘人傷亡，虜獲第33師長孫啓人等數千人，且讓本來僅駐安徽的新四軍，控制了江蘇部分省境。1940年10月19日，何应钦、白崇禧以国民政府军事委员会名义，命令新四军、八路军撤到冀察两省和晋东北及冀鲁交界地区；中国共产党对此予以拒绝，仅答应将皖南新四军撤到长江以北。11月17日华中新四军八路军总指挥部成立，叶挺为总指挥，陈毅为副总指挥。1940年11月29日，苏北刘少奇发动进攻韩德勤余部的曹甸战役，国民政府方面大为恼怒，转而拒绝皖南新四军东进从苏南渡江的方案，重新命令皖南新四军必须直接北上，从安徽铜陵、繁昌间北渡长江，并延长最后期限至1940年12月31日。
1941年1月4日，皖南事变爆发，蒋中正命令取消新四军番号。1941年1月20日中共中央政治局会议“决定中共中央革命军事委员会发布重建新四军军部的命令”，“决定用中共中央军委名义发表谈话”；会议决定组成中共中央军委主席团：毛泽东、朱德、王稼祥、周恩来、彭德怀为委员，军委实际工作由主席团办理。任命陈毅为国民革命军陆军新编第四军代军长（军长叶挺在皖南事变中与国民政府谈判时被扣），刘少奇为政治委员，张云逸为副军长，赖传珠为参谋长，邓子恢为政治部主任。新四军新的军部在江苏盐城，以华中新四军八路军总指挥部为基础组成，并将活动于陇海路以南的八路军、新四军部队统一整编为7个师和一个独立旅，全军9万余人，继续在华中活动。
新四军总结皖南事变的教训，加强了中国共产党的领导，加强了部队的正规化建设和抗日根据地建设，并根据政治斗争需要，实行主力地方化，先后成立苏中、淮南、苏北、淮北、皖江等军区以及许多军分区，发展了地方武装和民兵。1941年至1943年，新四军进行了反“扫荡”、反“清乡”、反“蚕食”、反磨擦斗争，渡过了抗日战争中最困难的时期。
1943年春天，日军进攻韩德勤部，韩德勤不支，在新四军掩护下退入淮海根据地。随后，韩德勤又与彭雪枫部、黄克诚部发生摩擦冲突。独立第六旅旅长李仲贤，保安第三纵队队长王殿华战死，韩德勤本人也被新四军俘虏。陈毅根据中共中央的指示，将韩德勤“礼送出境”。此后，鲁苏战区在苏北的根据地全部丧失。
同年，中共發起憲改主張，提出了開放黨禁、保障人民民主自由等訴求，要求成立聯合政府。同时新四军在苏中苏北发动以摧毁日伪据点和堡垒为目的的游击战，1944年在日軍攻陷洛陽、長沙、衡陽時，在蘇魯、蘇皖方面新四軍與華中伪國民政府部隊發生大小戰役九次。9月，新四軍所屬7師分別在蘇中、皖南青陽、皖北、九江、浙贛路一線、合肥、巢縣一帶，與留守國民革命軍產生摩擦，國民革命軍王俸綬司令不敵自殺身亡。9月底八路军115師與新四軍第3師萬餘人，圍攻國民政府銅山縣政府駐地，駐地團長王家先生死不明。
抗日战争胜利后，叶挺1946年3月4日获释，在4月8日乘飞机去延安时遇难身亡。

### 与日军的沟通
1941年底，新四军七师和皖中（皖江）区党委决定成立皖江货管总局，将汪子东开设的利记杂粮部在无为、巢县、安庆三地采购的大米全部扣押，并规定根据地粮食全部禁止外运，迫使汪子东与其日本顾问、利记杂粮部副经理楠木重椿与新四军谈判，达成以粮食换武器和军需物资的协议。1942年下半年，中共华中局调具蔡辉到皖江地区担任货管总局局长。1944年初，货管总局改为皖江贸易总局，先在上海设安源公司，继在芜湖设安源公司芜湖分公司。后又在上海设中华物资公司，在芜湖设中华物资公司芜湖办事处，得以在日军占领区将物资不断送往江北抗日根据地。
鄂豫皖根据地成立后，李先念的新四军在漢水有一個港口，日本人來往武漢運送軍火、糧食、物資經過时，只要交稅就不会被新四军攻击。
1943年，潘汉年以游走新四军和日占区的商人胡越明的身份，会见了李士群的军事顾问、日本华中派遣军谋略课长都甲大佐，就日军与新四军和平共存互不侵犯达成初步共识。

## 編制

### 1938年春

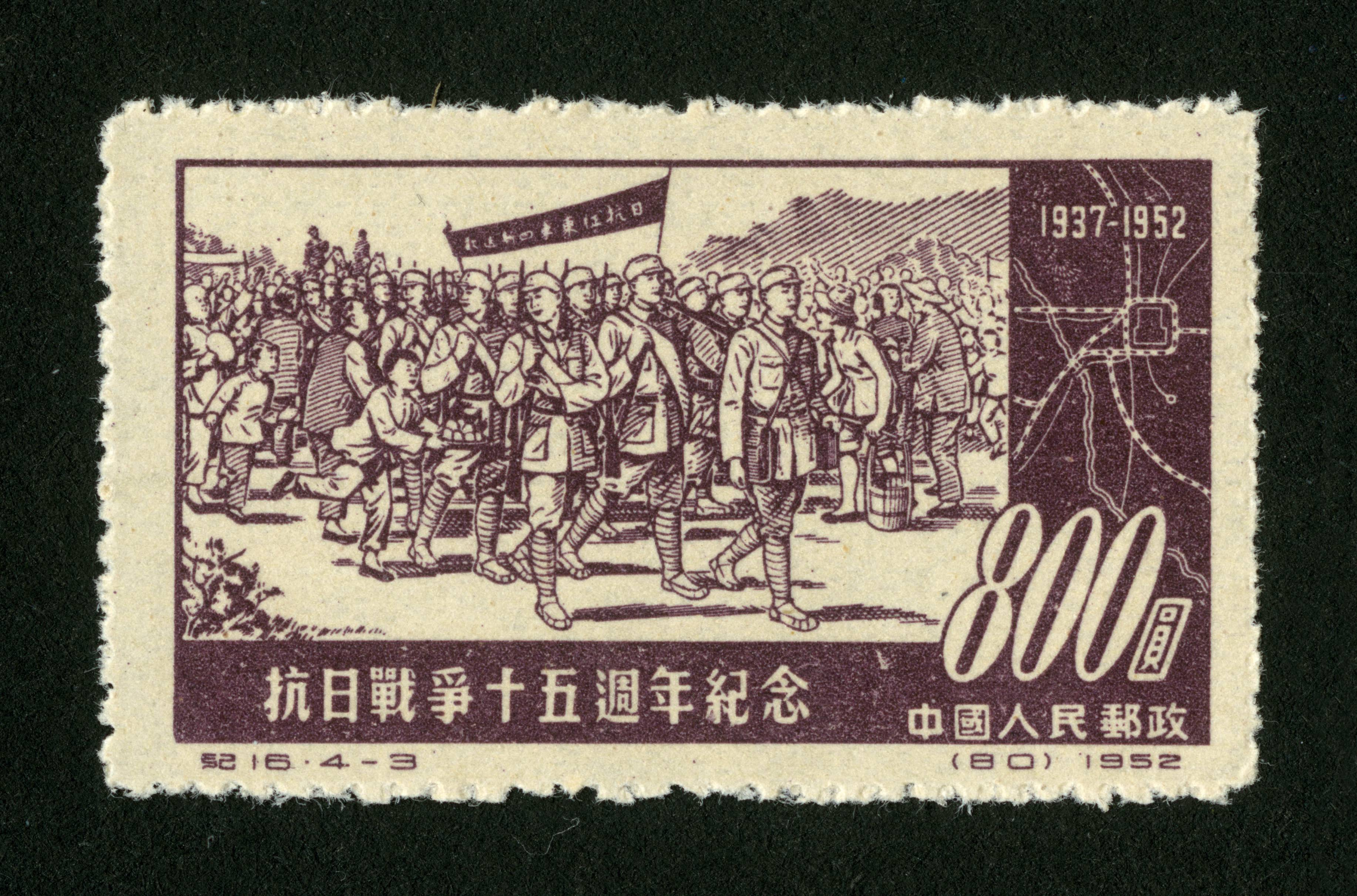
抗日战争十五周年纪念邮票：欢送新四军抗日

1938年1月6日新四军军部移至江西南昌，后移至皖南歙县之岩寺。新四军下辖4个支队和1个特务营。全军共约1.03万人，属于顧祝同指挥的第三戰區戰鬥序列，並規定在蘇北、皖南地區擔任游擊。新四军改编后，各支队随即相继开赴江南抗日前线。
- 第一支隊司令員陳毅，副司令員罗炳辉、傅秋濤（后），參謀長胡發堅，政治部主任劉炎
- 第二支隊司令員張鼎丞，副司令員粟裕、谭震林（先），參謀長羅忠毅，政治部主任王集成
- 第三支隊司令員張雲逸，副司令員譚震林，參謀長趙凌波，政治部主任胡榮
- 第四支隊司令員高敬亭，副司令员戴季英，參謀長林維先，政治部主任蕭望東

### 1939年冬

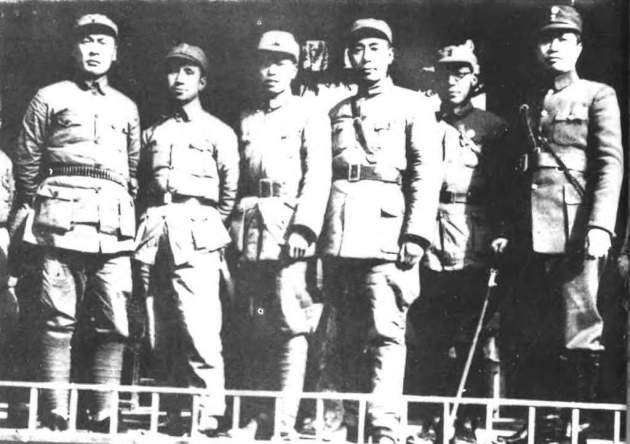
1939年2月，周恩来与部分新四军领导人合影。左起：陈毅、粟裕、傅秋涛、周恩来、朱克靖、叶挺

1939年2月，中共中央军委副主席周恩来到皖南视察，与新四军领导人商定了“向南巩固，向东作战，向北发展”的战略方针。1939年9月，江抗西撤到长江中的扬中县与挺进纵队合编，并向苏北发展。1938年9月30日，在河南省确山县竹沟镇组建的新四军游击支队东征，开辟了豫皖苏边区抗日根据地。1939年1月，开辟了豫鄂边区的抗日根据地，辖5个团队和3个游击总队。至1939年冬，新四军下辖江南指挥部、江北指挥部、游击支队、豫鄂挺进纵队，共计49901人。

### 1940年冬
至1940年冬，新四军下辖新编第一、第二、第三支队、江南指挥部、江南人民抗日救国军东路指挥部、江南人民抗日救国军西路指挥部、江北指挥部、苏北指挥部、豫鄂挺进纵队，共计88744人。但关于此时新四军的兵力有1.03萬、3.5萬、9萬 、逾13萬等多种說法。

### 1941年春

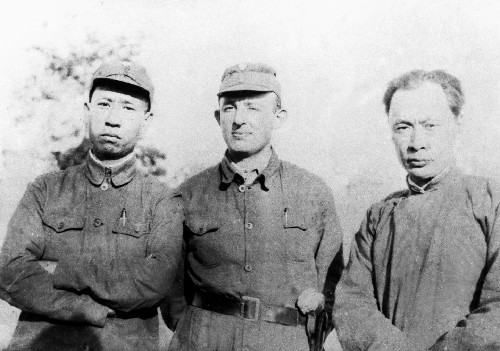
1943年5月，奥地利医学博士罗生特（中）与刘少奇（左）陈毅（右）合影

1941年1月4日皖南事变使新四军遭受重大损失，蒋介石下令取消新四军番号。1月9日，项英、周子昆、袁国平等擅自离队出走，后因无法突围而又返回。11日，中共中央决定，皖南新四军由叶挺和饶漱石统一指挥，项英随军北上。20日，中共中央革命军事委员会命令重建国民革命军陆军新编第四军军部，陈毅任代理军长、政治委员刘少奇、副军长张云逸、参谋长赖传珠、政治部主任邓子恢。1月25日，新军部以华中总指挥部为基础宣告成立。随后成立了中共中央军委华中分会，又称新四军分会，刘少奇为书记，陈毅、张云逸、邓子恢、赖传珠为委员。新军部将长江南北的新四军和陇海铁路以南的八路军，统一整编为7个师和1个独立旅，共9万余人。
1941年3月14日，项英与周子昆被副官刘厚总杀害。

### 1945年夏
根据《中国人民解放军全国解放战争史》，至抗战胜利前夕，华东新四军总兵力为25万人（不含位于中原地区的新四军第5师李先念部4万余人）。1945年对日战争结束后，根据中共中央“向北发展，向南防御”的方针，新四军主力北移山东，江南的新四军部队移往苏北。1946年1月7日，新四军军部与山东军区合并，成立“新四军兼山东军区”和山东野战军，陈毅为新四军军长、山东军区兼山东野战军司令员，饶漱石为政治委员，张云逸、罗炳辉为副军长兼副司令员，黎玉任副政治委员兼山东野战军政治委员，陈士榘任参谋长，袁仲贤任副参谋长，舒同任政治部主任，唐亮任政治部副主任。新四军兼山东军区下辖胶东、鲁中、鲁南、滨海、渤海五个二级军区，山东野战军（辖第1、2纵队，第7、8师），兵力约27万人。

### 1946年春
留在苏皖边境的新四军编为华中军区（司令张鼎丞，政委邓子恢，辖淮南、苏中两个二级军区，5、6、7、8四个军分区，海防纵队，雪枫军政大学，解放第1、2、4军）、华中野战军（司令粟裕，政委谭震林，辖第6、7、8、9纵队），兵力约18万人，归新四军兼山东军区领导。
1946年6月，国军以30万人围攻由新四军第5师改编的中原军区，国共双方签定的停战协定破裂，国共内战重新爆发。1947年1月23日中央军委发布命令，撤销华中野战军、华中军区、山东野战军、山东军区和新四军番号，原新四军主力7个师中第1、2、4、6、7五个师及山东军区一部合编为华东野战军。原新四军3师已于1945年开赴东北并在1946年编为东北民主联军第2纵队、第6纵队第16师、西满军区；原新四军5师与八路军359旅（南下支队）、河南军区等部编为中原军区，即1946年中原突围被围攻之部队，该部突围后一部建立豫陕根据地，一部进入陕西改归西北野战军。至1948年下半年，上述各部统一改称中国人民解放军。
华东野战军成立时80%兵力源自新四军，东北民主联军成立时35%兵力源自新四军，此外新四军也构成了西北野战军一部。

## 军服、军歌
新四军同八路军一样，也是左臂戴臂章，臂章正面为“N4A”三字（即为新四军的英文缩写），背面是部队番号及佩戴者姓名，八路军军服一般为土黄色或黄绿色，新四军一般为灰色军服。
新四军军歌创作于1939年。3月间，首先由陈毅写出歌词初稿《十年》，后经叶挺、项英、袁国平、周子昆、李一氓等新四军高级将领集体修改定稿，于1939年6月发表在新四军的刊物上，署名为“集体创作，陈毅执笔”，新四军鲁迅艺术团团长何士德谱曲。

## 战役列表

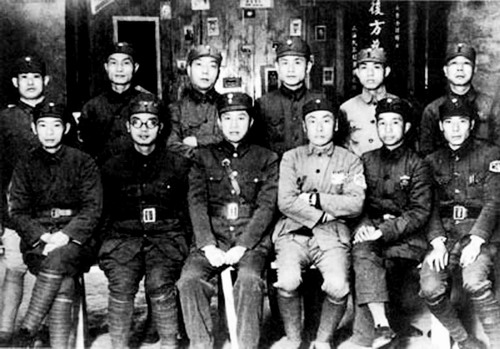
1940年，曾参加南昌暴動的新四军干部在皖南合影。前排左起分别为周子昆、袁国平、叶挺、陈毅、粟裕

- 庐无战役

1938年10月下旬，新四军第4支队为开辟新的抗日根据地，发动庐无战役，攻克安徽省庐江县、无为县地区，造成“伪”军保安团伤亡3000余。
- 马家园战斗

1938年11月初 新四军在皖南马家园反击日军进攻的战斗
- 繁昌保卫战

1938年12月至1941年初，新四军三支队与侵华日军双方关于安徽省繁昌县城争夺发生的战役，战役历时一年余，期间繁昌县几次易手，最终以新四军成功收复繁昌城告终。
- 黄桥战役

1940年10月4日，新四軍陳毅、粟裕遵照中國共產黨中央毛澤東的指示，以不到1000人的代價取得黄桥战役的勝利。國軍在此戰中共損失1萬1千餘人，3800人被俘虜。此後，新四軍与南下支援的八路军第5纵队会师，佔領了海安、東台等四個縣，並繳獲大量裝備。11月17日，在江苏海安成立华中新四军八路军总指挥部（23日迁盐城），叶挺任总指挥，陈毅任副总指挥并代理总指挥，中共中央中原局书记胡服（刘少奇）任政治委员，统一指挥陇海路以南、长江以北的新四军和八路军部队。留在苏南的新四军第2支队领导机关，组建了新的江南指挥部。
- 皖南事变

1940年10月19日，何应钦、白崇禧以国民党政府军事委员会正副参谋总长的名义，向朱德、彭德怀、叶挺发出“皓电”，强令黄河以南的八路军、新四军于1个月内开赴黄河以北。朱德等于11月9日复“佳电”，驳斥了国民党顽固派的荒谬命令和对共产党，共产党领导的抗日武装的诬蔑，同时为顾全抗日大局，表示可以将皖南新四军移到长江以北。1941年1月6日，部队行至茂林地区时遭顾祝同、上官云相指挥的八个师超过八万兵力包围和袭击。8日，新四军陷入重围。新四军指战员血战七昼夜，最终因寡众悬殊，弹尽粮绝。新四军军长叶挺被扣押，新四軍政治部主任袁國平牺牲。新四军副军长兼政委项英和副参谋长周子昆被叛徒杀害。全军約9000人，除约2000人分散突围外，大部壮烈牺牲。
17日，蒋中正反诬新四军叛变，宣布取消新四军番号，声称要将军长叶挺“革职”“交军法审判”，并令汤恩伯等人率军二十余万进攻江北新四军，国民党发动的第二次反共高潮达顶点。中共对此暴行进行了针锋相对的斗争，不仅严厉谴责国民党顽固派，而且宣布重建新四军，并且向国民党提出惩办何应钦、上官云相等等祸首，取消1月17日的反动命令，停止挑衅，恢复叶挺自由，交还新四军全部人枪、废止一党专政，逮捕亲日派首领等解决时局的十二条办法。
国民党顽固派的倒行逆施引起了各界人士、民主党派、国民党左派的不满、抗议和愤慨，在国际上也引起了反对和不满。
- 讨伐李长江战役

1941年2月15日，苏鲁皖边游击军副总指挥李长江，率第1至第7纵队在江苏省泰州城公开投降日军。新四军发起讨伐李长江战役，攻克泰州城，守军5000余人除李长江残部数百人撤离，余部被全歼。
- 盐阜苏中战役

1941年7月20日至8月20日，新四军第1师主力、第3师第7旅及第8旅一部发起盐阜苏中战役，击毁汽艇50余艘，日军独立混成第12旅团、第17师团一部及“伪”军李长江残部3800余人。
- 苏中反“清乡”斗争

1943年4月1日至1944年9月，新四军第一师兼苏中军区部队及地方民兵、游击队发动苏中反“清乡”斗争，摧毁碉堡200余座，攻克据点49处。
- 淮海1943年夏季战役

1943年4月至7月，新四军第3师、苏北区淮海军分区主力发动淮海1943年夏季战役，作战223次，攻克据点40余处。
- 新四军1944年攻势作战

1944年，新四军在苏北发起一系列针对日军的攻势战役，以车桥战役为开端至12月结束，先后歼灭日伪军5万余人，收复国土7400余平方公里、光复人口160余万，攻克日伪军据点570处。新四军根据中共中央军委关于向浙江、河南发展、迎接战略反攻的部署，新四军第1师主力渡江南下，与苏南部队和浙东游击纵队会师，成立苏浙军区。新四军第4师主力西征豫东，恢复了豫皖苏抗日根据地。第5师派出河南挺进兵团北上，开辟了豫南、豫中抗日根据地。新四军第5师还与南下的八路军第359旅会师，成立了鄂豫皖湘赣军区。
- 豫南战役

1944年7月至1945年4月，新四军第5师豫南游击兵团与日、“伪”一部以及国民革命军豫南挺进军、正阳县保安团之间发生豫南战役，造成日、“伪”伤亡2800，国民革命军被俘600余人，另外歼灭土匪500余人。
- 华中1945年春季作战

1945年1月至8月，新四军第2、3、4、5、7师，苏中军区、苏浙军区部队等发动华中1945年春季作战，攻克重要据点100余处。
- 华中1945年夏季战役

1945年8月14日，新四军向日、“伪”军发起华中1945年夏季战役，攻占县城30余座、据点40余处。

### 引用
1. ↑  . 亞太政治哲學文化出版有限公司. 2017. ISBN 9789869373937.
2. 1 2  . 人民网. 中国共产党新闻网资料.   [2017-01-25]. （原始内容存档于2020-05-31）.
3. ↑  謝幼田. . 明鏡出版社. 2004: 266–271  [2017-01-25]. ISBN 978-1-932138-00-9. （原始内容存档于2014-07-04）.
4. ↑  为顾全大局挽救危亡 朱彭叶项复何应钦白崇禧佳电.1940-11-09
5. ↑  . 人民网. 中国共产党新闻网. 2009年2月20日  [2017-01-25]. （原始内容存档于2019-05-02）.
6. ↑  徐君华等. . 北京: 军事科学出版社. 2001: 230. ISBN 780137424X.
7. ↑  《近代中国通史 第九卷》
8. ↑  徐友春主編. . 河北人民出版社. 2007: 1164. ISBN 978-7-202-03014-1.
9. ↑  . 中国人民大学书报资料社. 1997: 155.
10. ↑  . M.E. Sharpe. 1989: 120.
11. ↑  . Progress Publishers. 1979: 184.
12. ↑  "U.S. Army Plane Missing With China Red Leaders", New York Times, April 10, 1946, p8
13. ↑  丁瑜; 中共芜湖市委党史研究室. . 2012年. 2012年, (11期).
14. ↑  李敦白(Sidney Rittenberg); 徐秀麗（译者）. . 中華書局(香港). 2015: 179. ISBN 9789888340064.
15. ↑   尹骐《潘汉年的情报生涯》，人民出版社1996年9月版，161页，ISBN 9787010025087。
16. 1 2   丁星，《新四军初期的四个支队——新四军组织沿革简介(2)》【J】，铁军，2007年第2期，38-40页
17. ↑  《紅旗銳評》
18. ↑  2002年5月第26卷第3期安徽大學學報(哲學社會科學版)
19. ↑  郑云华;舒健. . 北京: 人民出版社. 2007. ISBN 978-7-01-005094-2.
20. ↑  叶超：《悲壮的史诗——回忆皖南事变的经过》，载《皖南事变回忆录》
21. ↑  .   [2017-01-25]. （原始内容存档于2008-12-06）.
22. ↑  《中国人民解放军全国解放战争史》，军事科学出版社1997年8月出版，第一卷，185页。
23. ↑  张明金、刘立勤《中国人民解放军历史上的200个军区》，解放军文艺出版社2010年版
24. ↑  革命先烈浩气长存 探访新四军黄桥战役纪念馆 （页面存档备份，存于）云南网
25. ↑  栗裕.黄桥战役总结 （页面存档备份，存于）1940年10月.《栗裕军事文集》
26. ↑  陳賦斌.黃橋戰役中的三道“數學題” （页面存档备份，存于）解放軍報